# Hydarnès II
Hydarnès II (en vieux perse : 𐎻𐎡𐎭𐎼𐎴, en grec ancien : Ιδηρνης Βʹ, et en arménien : Հիդարնես Բ), également connu sous le nom de Hydarnès le Jeune (mort en 480 av. J.-C.), est un satrape perse de l'époque achéménide appartenant à la dynastie des Hydarnides, qui dirige la Médie et l'Arménie.
Il est l'un des généraux de Xerxès lors de la seconde Guerre Médique en 480 av. J.-C., et est resté célèbre pour être le commandant des soldats perses qui prirent les Spartiates à revers durant la bataille des Thermopyles.

## Biographie
Hydarnès le jeune est le fils d'Hydarnès l'Ancien, noble perse d'Arménie qui fut l'un des sept nobles qui portèrent Darius Ier sur le trône après avoir tué Bardiya. En récompense, Hydarnès Ier et ses fils reçoivent des places importantes dans le régime perse. Hydarnès II lui succède comme satrape de Media tandis que Sisamno, son frère est nommé satrape d'Arie. 

### Seconde guerre médique

Carte de la bataille des Thermopyles, le chemin en pointillé correspond au chemin suivi par Hydarnès le Jeune et ses hommes pour prendre les Grecs en tenaille.

Hydarnès le Jeune et son frère Sisamno prennent tous deux part à l'expédition de Xerxès contre la Grèce en 485 av. J.-C., où Hydarnès commande les Immortels, garde personnelle des empereurs perses, et Sisamno des contingents aryens. 
Durant la bataille des Thermopyles, les Perses largement supérieurs en nombre tentent de franchir l'étroit défilé des Thermopyles gardé par les Spartiates. Le premier jour, Hydarnès le Jeune mène sans succès les Immortels, corps d'élite de l'armée perse au combat. Le deuxième jour, Éphialtès de Trachis trahit les Grecs et informe Xerxès Ier de l'existence d'un sentier dans la montagne permettant de contourner le défilé et offre de guider les Perses.
Hérodote rapporte que Xerxès envoie le soir même Hydarnès le Jeune et ses soldats pour encercler les Grecs. Les Immortels ayant subi de lourdes pertes pendant la première journée de la bataille, il est probable qu'Hydarnès dirigeait une force militaire mixte, le reste des Immortels formant un contingent. Selon Diodore de Sicile, Hydarnès dirigeait une armée de 20 000 hommes. Le sentier commençait à l'est du camp perse le long du mont Anopée et se poursuivait dans les collines qui longeaient le défilé. Il se divisait en une branche qui menait à la région de Phocide, l'autre branche se dirigeant vers le golfe Maliaque en direction d'Alpenus, une cité de la Locride.

### Retraite de Grèce
Après la défaite des Perses à la bataille de Salamine, Xerxès décide de retourner en Asie en laissant une grande armée sous les ordres de Mardonios qui a hiverné en Thessalie. Hydarnès souhaite rester aux côtés du roi et retourner avec lui en Asie. Xerxes le charge donc de ramener l'armée perse jusqu'à l'Hellespont en Asie. Après cela, plus rien n'est rapporté sur Hydarnès,.

### Succession
Le fils d'Hydarnès le Jeune, Hydarnès III (?-410 av. J.-C.) est satrape d'Arménie sous Darius II.

## Famille

### Mariage et enfants
De son mariage avec une femme inconnue, il eut :
- Hydarnès III ;
- Sisamno.